# Tipula (Eumicrotipula) antarctica
Tipula (Eumicrotipula) antarctica is een tweevleugelige uit de familie langpootmuggen (Tipulidae). De soort komt voor in het Neotropisch gebied.